# 利摩日本笃会站
利摩日本笃会站是法国的一个铁路车站，位于法国中南部城市，上维埃纳省的省会利摩日。

## 站名
"本笃会"（法語：Bénédictins）的音译名称为"贝内迪克坦"，在此处为利摩日的一个街区。

## 位置
利摩日本笃会站位于利摩日市区的东北部，正门开口朝南。车站西侧为市区公交车站；东侧为利摩日综合交通枢纽（Limoges Ciel）；东南侧则为大型的露天停车场。

## 车站历史
利摩日本笃会站建于1856年6月2日，最初仅为一个很小的车站。19世纪末期，连接利摩日的铁路线数量越来越多，原有的车站已不能满足需要。1924年，新的利摩日本笃会站由法国建筑家罗歇·贡捷（Roger Gonthier）开始主持修建，1929年正式完工。二战时曾部分损毁，后恢复修建。

## 建筑
利摩日本笃会站是一个高架式车站，其底层为铁路和站台，第二层为车站的售票处及候车厅。两层之间可通过电梯或扶梯前往。
利摩日本笃会站多次被评为“法国最美火车站”。其现有的建筑建于1929年，是典型的新古典主义（Néoclassicisme）建筑。1975年该站被列入法国国家文物保护单位。1999年曾发生火灾，后恢复重建。

## 本站可直达城市
| 利摩日本笃会站出发可直达的城市                                                                                           | |

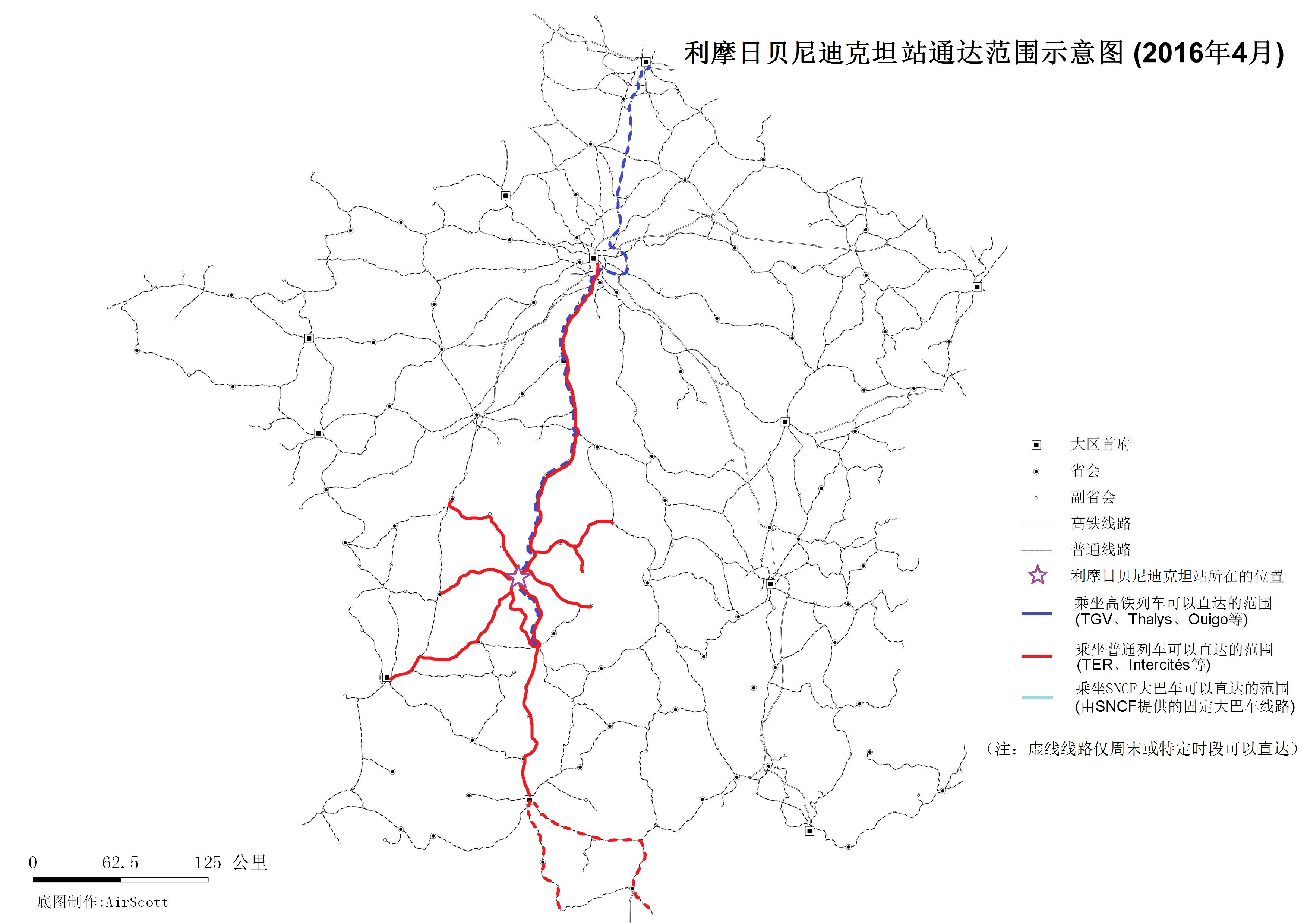
利摩日本笃会站通达范围示意图（2016年4月）

| - 为方便阅读，可到达的城市按照城市法语名的首字母顺序排序。 - 粗体字为法国省会城市，"↑"表示仅返程（到达利摩日）可以直达。 | |
| 目的地所在大区 | 可以直达的目的地 |
| 法兰西岛 | 巴黎 |
| 新阿基坦 | 维埃纳河畔艾克斯、阿戈纳克、阿拉萨克、昂巴扎克、昂古莱姆、蓬帕杜、欧比松、贝拉克、里瓦利耶河畔贝尔萨克、波尔多、博斯米莱吉耶、布里夫拉盖亚尔德、比雅、克勒兹河畔布于索、比西耶尔加朗、瑟农、沙巴奈、沙斯讷伊、拉福雷新堡、莱韦克堡、库萨克博讷瓦勒、库特拉、埃克西德伊、埃穆捷、费勒坦、弗罗芒塔勒、盖雷、拉科基耶、拉容谢尔圣莫里斯、拉梅兹、拉波尔舍里、拉罗什富科、拉苏泰赖讷、拉塞勒、拉图尔德卡罗勒、拉沃弗朗什、拉瓦韦莱米讷、勒布尔、勒多拉、勒维让、利布尔讷、吕贝萨克、吕萨克堡、伊勒河畔马尔萨克、马斯雷、梅马克、蒙泰居勒布朗、蒙莫里永、蒙蓬-梅内斯泰罗勒、穆济丹、楠蒂亚、内格龙德、讷维克、内克松、尼约勒、奥布雅、帕尔萨克、佩里格、韦泽尔河畔佩罗勒、皮埃尔比菲耶尔、普瓦捷、鲁瓦耶尔、图夫尔河畔吕埃勒、维埃纳河畔萨亚、圣阿斯捷、圣但尼德米尔、圣日耳曼莱贝勒、圣伊莱尔莱普拉斯、圣瑞尼安、圣莱奥纳尔德诺布拉、圣梅达尔-德吉济耶尔、圣普列斯特托里永、圣塞巴斯蒂安、伊勒河畔圣瑟兰、圣索尔夫、圣叙尔皮斯-洛里耶尔、圣维克蒂尼安、圣伊里耶拉佩尔什、蒂维耶、于塞勒、于泽什、瓦雷茨、穆里尤-维埃耶维尔、维茹瓦、维尼奥勒 |
| 中央-卢瓦尔河谷 | 克勒兹河畔阿让通、沙托鲁、埃居宗-尚托姆、弗勒里莱索布赖 （靠近奥尔良）、伊苏丹、讷维帕尤↑、勒伊、圣利宰涅↑、维耶尔宗 |
| 奥克西塔尼 | 卡奥尔、科萨德、富瓦↓、古尔东、蒙托邦、苏亚克、图卢兹 |
| 奥弗涅-罗讷-阿尔卑斯 | 于列勒、蒙吕松 |

## 停靠线路
以下列车线路在利摩日本笃会站停靠：
| 利摩日本笃会站列车线路表     |                     |                                       |                      |              |
| 线路                         | 车种                | 上一站                                | 下一站               | 大致运行频率 |
| 巴黎—利摩日/布里夫拉盖亚尔德 | Intercités          | 拉苏特兰                              | 于泽什/布里夫        | 每天3~6趟    |
| 巴黎—卡奥尔                  | Intercités          | 沙托鲁/拉苏泰赖讷                     | 于泽什               | 每天2趟      |
| 巴黎—图卢兹                  | Intercités          | 莱欧布赖/沙托鲁/拉苏特兰              | 于泽什/布里夫        | 每天3趟左右  |
| 巴黎—图卢兹                  | INTERCITÉS 100% éco | 沙托鲁                                | 布里夫拉盖亚尔德     | 每周3趟      |
| 沙托鲁/拉苏特兰—利摩日       | TER                 | 圣叙尔皮斯-洛里耶尔/昂巴扎克/莱巴尔迪 | （终点）             | 每天4~9趟    |
| 蒙吕松/盖雷—利摩日           | TER                 | 昂巴扎克                              | （终点）             | 每天2~8趟    |
| 费勒坦—利摩日                | TER                 | 昂巴扎克                              | （终点）             | 每天1趟      |
| 普瓦捷/勒多拉—利摩日         | TER                 | 楠蒂亚/尼约勒                         | （终点）             | 每天6~13趟   |
| 利摩日—萨亚                  | TER                 | （起点）                              | 利摩日蒙若维         | 每天3~6趟    |
| 利摩日—佩里格/波尔多         | TER                 | （起点）                              | 莱吉耶/内克松/蒂维耶 | 每天7~11趟   |
| 利摩日—圣伊里耶拉佩尔什      | TER                 | （起点）                              | 莱吉耶/内克松        | 每天4趟左右  |
| 利摩日—布里夫拉盖亚尔德      | TER                 | （起点）                              | 索里尼亚克/于泽什    | 每天2~7趟    |
| 利摩日—埃穆捷/于塞勒         | TER                 | （起点）                              | 圣普列斯特托里永     | 每天3~8趟    |
| 1. 2. 3.                     |                     |                                       |                      |              |

## 配套交通

### 长途客运线路
利摩日本笃会站对应的长途汽车站是位于车站东侧的利摩日综合交通枢纽（Limoges Ciel），该车站和利摩日火车站之间有人行通道连接；而利摩日市中心的丘吉尔广场（Place de Winston Churchill）也是一个省内客运线路始发点，从利摩日本笃会站坐6路电车或20路公交可以前往，步行的话大约需要20分钟。

### 城市公共交通
| 利摩日本笃会站附近的市内公交线路 |                                  | |
| 公交车站名称                     | 位置                             | 停靠线路 |
| Gare des Bénédictins             | 利摩日本笃会站西侧（市区方向）   | - 6（无轨电车）：Maréchal Juin ↔ La Bastide 2 - 10：Léon Serpollet ↔ Charles Le Gendre （周日和节假日照常运行） - 20：丘吉尔广场（Place Wilson Churchill）↔ Pôle Fougeras |
| Limoges Ciel                     | 利摩日本笃会站东侧的长途客运站内 | - 28：Limoges Ciel ↔ Verneuil |
| 1.                               |                                  | |

### 社会车辆
利摩日本笃会站东南侧设有大型露天停车场。

## 临近车站
| 利摩日本笃会站（Gare de Limoges-Bénédictins） |                            |                              |
| 上行车站                                      | 线路                       | 下行车站                     |
| 莱巴尔迪站 11.9km ←                           | 莱索布赖—蒙托邦铁路        | 索利尼亚克-勒维让站 → 11.8km |
| （起点）                                      | 勒帕莱—埃居朗德-梅利讷铁路 | 圣普列斯特托里永站 → 13.4km  |
| 尼约勒站 15.1km ←                             | 普瓦捷—利摩日铁路          | （终点）                     |
| （起点）                                      | 利摩日—昂古莱姆铁路        | 利摩日蒙若维站 → 5.3km       |
| （起点）                                      | 利摩日—佩里格铁路          | 莱吉耶站 → 8.2km             |
| - 本表仅显示运营中的线路及车站                |                            |                              |